# Urbain-Henri Verbist
Pour les articles homonymes, voir Verbist.
Urbain-Henri Verbist, né à Westerlo le 23 janvier 1778 et décédé à Saint-Josse-ten-Noode le 14 janvier 1852, a été bourgmestre de Saint-Josse-ten-Noode de 1823 à 1843.
Il fut le dernier bourgmestre de Saint-Josse sous le royaume uni des Pays-Bas et le premier à partir de l'indépendance de la Belgique.
Il fut le cinquième premier magistrat de la commune.
Une rue commerçante située entre Saint-Josse et Schaerbeek porte son nom.

## Odonymie
Son nom fut donné à la rue Verbist